# Franck Piccard
Franck Piccard (n. 17 septembrie 1965, Les Saisies⁠(d), Rhône-Alpes, Franța) este un schior alpin ce a reprezentat Franța, medaliat olimpic. A participat la 4 ediții ale Jocurilor Olimpice (1984, 1988, 1992, 1994) în care a câștigat o medalie de aur, o medalie de argint și o medalie de bronz.